# Malfeytia monteiri
Malfeytia monteiri är en insektsart som beskrevs av William Lucas Distant 1906. Malfeytia monteiri ingår i släktet Malfeytia och familjen lyktstritar. Inga underarter finns listade i Catalogue of Life.